# Nordagutu Station
Nordagutu Station (Nordagutu stasjon) er en jernbanestation i Sauherad kommune i Telemark fylke i Norge, hvor Sørlandsbanen og Bratsbergbanen mødes. På Bratsbergbanen afgår der tog mod nord til Notodden og mod sydøst til Porsgrunn og Vestfoldbanen. På Sørlandsbanen afgår der tog mod Drammen og Oslo S og sydpå til Stavanger.
Stationen blev åbnet sammen med Bratsbergbanen 13. december 1917 under navnet Noragutu, men den skiftede navn til Nordagutu 1. september 1922. I 1924 blev den en del af Sørlandsbanen, da denne blev forlænget til Bø. Stationsområdet har været midlertidigt fredet siden 2001. Stationen er stadig bemandet, men billetsalget ophørte i 2004.
Stationen består i dag af flere spor med to perroner og en stationsbygning med ventesal og toilet. På stationsområdet står der desuden en skulptur af spillemanden Myllarguten. Skulpturen er udført af billedhuggeren Hans Holmen og blev færdiggjort i 1940.